# Coleby (North Lincolnshire)
Coleby – osada w Anglii, w hrabstwie ceremonialnym Lincolnshire, w dystrykcie (unitary authority) North Lincolnshire. Leży 49 km na północ od Lincoln i 243 km na północ od Londynu.
W 2001 miejscowość liczyła 331 mieszkańców.